# Maritimt Center Danmark
Maritimt Center Danmark er en forening som blev stiftet i 1996. Foreningen har til huse i et gammelt bevaringsværdigt pakhus fra slutningen af 1800-tallet, som ligger ved Honnørkajen på Svendborg Havn.
Et af foreningens formålsparagraffer er at fremme turismen i foreningens virkeområde, som f.eks at formidle sejlads med de gamle sejlførende træskibe, og tilbyde andre kulturelle aktiviteter som f.eks korte sejlture med gamle sejlskibe i det Sydfynske Øhav, bådeudstillinger, foredrags- og filmaftner osv. i og omkring  pakhuset ved siden af færgelejet til Ærø.
Foreningen udgiver en gang om året bladet "Maritime Oplevelser", som kan hentes Pakhusets butik i Svendborg og på turistkontorerne over hele landet. 

## Ekstern henvisning og kilde
- Foreningens hjemmeside

55°03′28″N 10°36′55″Ø / 55.0579°N 10.6152°Ø